# زنیا (اوهایو)
زنیا(به انگلیسی: Xenia) شهری در ایالت اوهایو کشور ایالات متحده آمریکا است که جمعیت آن در سرشماری سال ۲۰۱۰ میلادی، ۲۵٬۷۱۹ نفر بوده‌است.